# Rollhockey-Weltmeisterschaft 1960
Die Rollhockey-Weltmeisterschaft 1960 war die 14. Weltmeisterschaft in Rollhockey. Sie fand vom 7. Mai bis zum 15. Mai 1960 im Palacio de Deportes in Madrid statt. Organisiert wurde das Turnier von der Fédération Internationale de Roller Sports.
Die zehn teilnehmenden Mannschaften spielten im Liga-System gegeneinander.
Es wurden 45 Spiele gespielt, in denen 310 Tore erzielt wurden. Sieger des Turniers wurde Portugal. Es war Portugals achter Titel.

## Teilnehmer
Am Turnier nahmen folgende zehn Mannschaften teil:
| 8 aus Europa | Belgien | Frankreich | Spanien (Gastgeber) | Portugal (Titelverteidiger) | Italien | England | Niederlande | Deutschland |  |

| Eine aus Afrika | Vereinigte Arabische Republik |  |

| Eine aus Südamerika | Argentinien (Erstteilname) |  |

## Liga
| Mannschaften                  | Italien | Deutschland Bundesrepublik | Spanien 1945 | Belgien | England | Portugal | Vereinigte Arabische Republik | Niederlande | Argentinien | Frankreich 1946 |
| ----------------------------- | ------- | -------------------------- | ------------ | ------- | ------- | -------- | ----------------------------- | ----------- | ----------- | --------------- |
| Italien                       | -       |                            |              |         |         |          |                               |             |             |                 |
| BR Deutschland                | (2:4)   | -                          |              |         |         |          |                               |             |             |                 |
| Spanien                       | (6:1)   | (4:1)                      | -            |         |         |          |                               |             |             |                 |
| Belgien                       | (4:8)   | (3:1)                      | (1:5)        | -       |         |          |                               |             |             |                 |
| England                       | (3:5)   | (5:1)                      | (0:13)       | (5:0)   | -       |          |                               |             |             |                 |
| Portugal                      | (3:2)   | (8:3)                      | (3:1)        | (5:1)   | (10:0)  | -        |                               |             |             |                 |
| Vereinigte Arabische Republik | (2:7)   | (0:11)                     | (0:12)       | (0:3)   | (2:5)   | (0:14)   | -                             |             |             |                 |
| Niederlande                   | (3:7)   | (5:1)                      | (0:8)        | (3:1)   | (3:3)   | (1:7)    | (8:2)                         | -           |             |                 |
| Argentinien                   | (4:3)   | (4:1)                      | (1:3)        | (3:2)   | (4:2)   | (1:8)    | (10:1)                        | (5:2)       | -           |                 |
| Frankreich                    | (0:6)   | (3:5)                      | (1:4)        | (0:2)   | (0:2)   | (0:3)    | (3:1)                         | (1:5)       | (2:2)       | -               |

### Tabelle
| Pl. | Team                          | Sp | S | U | N | Tore  | Diff | Punkte |
| --- | ----------------------------- | -- | - | - | - | ----- | ---- | ------ |
| 1   | Portugal                      | 9  | 9 | 0 | 0 | 61:9  | +52  | 18     |
| 2   | Spanien                       | 9  | 8 | 0 | 1 | 56:8  | +48  | 16     |
| 3   | Argentinien                   | 9  | 6 | 1 | 2 | 34:24 | +10  | 13     |
| 4   | Italien                       | 9  | 6 | 0 | 3 | 43:27 | +16  | 12     |
| 5   | Niederlande                   | 9  | 4 | 1 | 4 | 30:35 | −5   | 9      |
| 6   | England                       | 9  | 4 | 1 | 4 | 25:38 | −13  | 9      |
| 7   | Belgien                       | 9  | 3 | 0 | 6 | 17:30 | −13  | 6      |
| 8   | BR Deutschland                | 9  | 2 | 0 | 7 | 26:36 | −10  | 4      |
| 9   | Frankreich                    | 9  | 1 | 1 | 7 | 10:30 | −20  | 3      |
| 10  | Vereinigte Arabische Republik | 9  | 0 | 0 | 9 | 8:73  | −65  | 0      |